# Tiếng Quảng Châu
Tiếng Quảng Châu (phồn thể: 廣州話, giản thể: 广州话, phiên âm Yale: Gwóngjāu wá, Hán-Việt: Quảng Châu thoại) hay tiếng tỉnh Quảng Đông là một phương ngữ tiếng Trung được nói tại Quảng Châu và các vùng phụ cận ở Đông Nam Trung Quốc. Đây là phương ngữ ưu thế nhất trong nhóm phương ngữ tiếng Quảng Đông, là tiếng mẹ đẻ của khoảng trên 80 triệu người.
Tại Trung Quốc Đại lục, đây là lingua franca của tỉnh Quảng Đông và một phần khu tự trị Quảng Tây. Đây cũng là ngôn ngữ chính thức và có ưu thế nhất tại Hồng Kông và Ma Cao. Ngoài ra, đây là ngôn ngữ được sử dụng nhiều nhất trong cộng đồng Hoa kiều Đông Nam Á (tại các nước Việt Nam, Malaysia, Thái Lan, Singapore, Campuchia,...) và phương Tây (tại các nước Canada, Úc, Tây Âu, Hoa Kỳ,...).
Tiếng Quảng Châu đôi khi còn được gọi là tiếng Quảng Đông (廣東話 / 广东话, Quảng Đông thoại). Tuy nhiên, trong ngôn ngữ học, tiếng Quảng Đông đề cập đến một nhóm lớn các phương ngữ của tiếng Trung Quốc, trong đó tiếng Quảng Châu là phương ngữ ưu thế.
Tiếng Quảng Châu rất khác biệt với các ngữ âm khác trong tiếng Trung Quốc, đặc trưng cho đặc điểm văn hóa và đặc tính dân tộc của một bộ phận người Trung Quốc.

## Tên gọi
Tiếng Quảng Châu đôi khi còn được gọi là tiếng Quảng Đông hay Việt ngữ (粵語/粤语, vì tỉnh Quảng Đông còn được gọi là tỉnh Việt 粵/粤, đồng âm khác nghĩa với Việt (越) trong Việt Nam (越南)). Tuy nhiên, xét về mặt ngôn ngữ học, Việt ngữ là một nhánh rộng hơn, gồm một số phương ngữ như tiếng Đài Sơn, tiếng Cao Dương,...
Trong lịch sử, người ta gọi tên là tiếng Quảng Châu, mặc dù phạm vi nói của thứ tiếng này rộng hơn nhiều. Tại Quảng Đông và Quảng Tây, người ta gọi đây là tiếng tỉnh thành (省城話/省城话, tỉnh thành thoại) hoặc bạch thoại (白話/白话) hoặc tiếng Quảng Phủ (廣府話/广府话, Quảng Phủ thoại). Người Hoa hải ngoại nói tiếng Quảng Châu là tiếng mẹ đẻ, họ tự gọi ngôn ngữ của mình là tiếng Đường (唐話, Đường thoại), vì họ tự gọi mình là người Đường (唐人, Đường nhân).
Tại Hồng Kông, Ma Cao và những cộng đồng người Hoa ở nước ngoài, người ta thường gọi ngôn ngữ này là tiếng Quảng Đông (廣東話/广东话) (vì nguồn gốc dân cư là từ di cư từ khu vực này đến) hay đơn giản hơn là tiếng Trung (中文: trung văn)  (vì trong lịch sử ngôn ngữ này từng có giai đoạn thịnh hành ở Trung Quốc, trước khi bị tiếng Trung phổ thông thay thế).
Do là phương ngữ ưu thế trong Việt ngữ, ngôn ngữ này còn được gọi là Việt ngữ tiêu chuẩn (標準粵語/标准粤语).

## Lịch sử

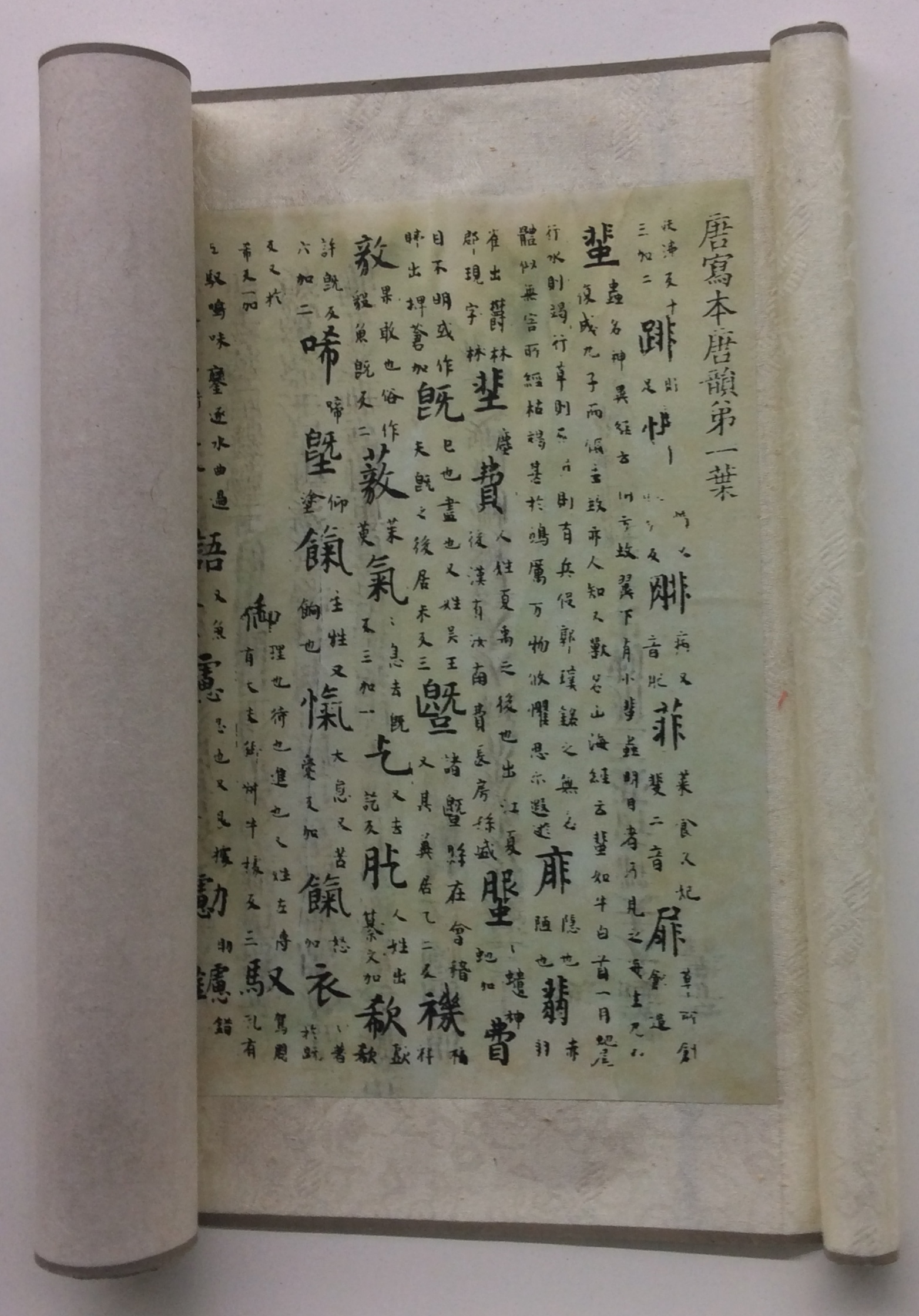
Từ điển tiếng Trung thời Đường. Phát âm tiếng Quảng Châu hiện đại gần giống với tiếng Trung Quốc sử dụng phổ biến trong thời kỳ này hơn là những thứ tiếng địa phương khác.

Do thiếu những văn kiện lịch sử, nguồn gốc của tiếng Quảng Châu chỉ có thể dựa vào ước đoán. Sự khác biệt giữa các thứ tiếng địa phương ở Trung Quốc cổ đại được ghi nhận sớm nhất vào thời Xuân Thu (770-476 trước Công Nguyên). Một vài nguồn suy đoán rằng tiếng Quảng Châu cùng với tiếng Ngô và tiếng Tương (tiếng Hồ Nam ngày nay) đã hình thành vào khoảng thời nhà Tần (221-206 trước Công Nguyên). Cho đến cuối thời Tần, người Hán đã định cư tại khu vực tỉnh Quảng Đông và Phúc Kiến ngày nay cùng với ngôn ngữ của họ. Trong sách vở, tiếng Hán được dùng để đề cập đến ngôn ngữ phương Bắc. Ngôn ngữ này được dùng như ngôn ngữ chính thức vào thời Tần. Sau thời nhà Hán (202 trước Công Nguyên đến 220), quãng thời gian hỗn loạn chính trị kéo dài và phân tách lãnh thổ liên miên dẫn đến sự tách biệt giữa phương ngữ địa phương và phương ngữ phương Bắc. Việc giao tiếp qua lại với người bản địa cũng giúp hình thành loại phương ngữ đặc biệt mà ngày nay gọi là Việt ngữ. Mặc dù không được ghi nhận rõ ràng trong lịch sử, nhiều người đồng tình rằng vào thời nhà Đường (618-907), tiếng Quảng Châu có những đặc trưng ngôn ngữ giống với thứ tiếng Trung phổ biến thời kỳ này hơn các phương ngữ khác.
Vào thời Nam Tống, Quảng Châu trở thành trung tâm văn hoá của khu vực.  tiếng Quảng Châu phát triển thành nhánh phương ngữ có uy thế nhất của Việt ngữ khi thành phố cảng Quảng Châu ở đồng bằng sông Châu Giang trở thành hải cảng lớn nhất Trung Quốc, với mạng lưới thương mại trải rộng đến tận Ả Rập.  Tiếng Quảng Châu cũng được sử dụng trong loại hí kịch truyền thống Quảng Đông có tên gọi là "Việt kịch" hay "đại kịch".  Thêm vào đó, trong quá trình phát triển, ngôn ngữ này đã hình thành nên một dòng văn học đặc biệt có cách phát âm từ thời Trung cổ gần giống với tiếng Quảng Châu hiện đại hơn bất kỳ phương ngữ Trung Quốc nào khác ngày nay, kể cả tiếng Hoa phổ thông. 
So với tiếng phổ thông và tiếng Ngô, tiếng Quảng Châu gần với tiếng Khách Gia và tiếng Mân hơn.
Khi Quảng Châu trở thành trung tâm thương mại, nơi thực hiện phần lớn giao thương với nước ngoài vào thế kỷ 18, tiếng Quảng Châu là ngôn ngữ chủ yếu được sử dụng để giao tiếp với thế giới phương Tây.  Suốt giai đoạn này và kéo dài đến tận thế kỷ 20, tổ tiên hầu hết dân cư Hồng Kông và Ma Cao đều đến từ Quảng Châu và những khu vực lân cận sau khi hai nơi này biến thành thuộc địa của Anh và Bồ Đào Nha. 
Tại Trung Quốc lục địa, tiếng Hoa phổ thông là đối tượng cốt lõi dùng để giảng dạy và học tập ở trường học, đồng thời là ngôn ngữ chính thức, đặc biệt là sau khi Đảng Cộng sản Trung Quốc lên nắm quyền từ năm 1949. Trong khi đó, tiếng Quảng Châu vẫn được xem là ngôn ngữ chính thức tại Hồng Kông và Ma Cao kể từ thời kỳ thuộc địa cho đến nay.

## Vị trí phân bố

| Guibei (N Pinghua) | Gou–Lou  |
| Guinan (S Pinghua) | Guangfu  |
|                    | Siyi     |
| Yong–Xun           | Gao–Yang |
| Qin–Lian           | Wu–Hua   |

### Đông Nam Á
Hiện nay, tiếng Quảng Châu được sử dụng ở rất nhiều nơi trên thế giới trong đó có cả Việt Nam. Khi xưa người Trung Quốc di cư sang Việt Nam và tập trung đa phần ở miền Nam Việt Nam. Những người Trung Quốc này chủ yếu là đến từ Quảng Đông và Phúc Kiến. Họ đem theo nền văn hóa cũng như tiếng nói Quảng Đông đặc trưng của mình. Khi sang Việt Nam người ta thường gọi họ là người Hoa.
Ngày nay người Hoa tập trung đông đúc và chủ yếu ở Chợ Lớn thuộc Quận 5, Quận 6 và Quận 11, Thành phố Hồ Chí Minh. Người Hoa ở đây chủ yếu dùng tiếng Quảng Đông để giao tiếp và buôn bán hàng ngày.

## Vai trò văn hoá và xã hội
Ngôn ngữ giao tiếp Trung Quốc khác nhau rất lớn tuỳ theo vùng và khu vực, phần lớn không thể dùng để giao tiếp lẫn nhau được. Hầu hết những loại ngôn ngữ bản địa này ít gặp tại những địa phương khác, dù vẫn có thể gặp người sử dụng chúng ở bên ngoài Trung Quốc. Từ sau sắc lệnh năm 1909 của nhà Thanh, tiếng Hoa phổ thông trở thành ngôn ngữ sử dụng trong giáo dục, truyền thông và giao tiếp. Tuy nhiên, tuyên bố đưa tiếng Hoa phổ thông làm ngôn ngữ chính thức quốc gia không được các nhà chức trách ở khu vực sử dụng ngôn ngữ này hoàn toàn chấp nhận vào đầu thế kỷ 20. Tiếng Quảng Châu vẫn kiên trì được sử dụng ở một số đài truyền hình và phát thanh Quảng Đông ngày nay, xen lẫn với tiếng phổ thông. Riêng tại Hồng Kông, hầu hết mọi chương trình và đài phát thanh đều phát tiếng Quảng Châu. Do chính sách năm 1949, ngày càng nhiều người Quảng Đông dùng song song hai thứ tiếng này cùng lúc, đặc biệt là trong môi trường giáo dục và hành chính. Ở Hồng Kông, ngôn ngữ thứ hai không phải tiếng phổ thông mà là tiếng Anh.
Những năm gần đây việc sử dụng tiếng Quảng Châu ở Trung Quốc lục địa va phải một số nỗ lực hạn chế. Nổi bật nhất là một đề nghị năm 2010, yêu cầu đài truyền hình Quảng Châu tăng thời lượng phát sóng tiếng phổ thông, sử dụng kinh phí của những chương trình tiếng Quảng Châu. Điều này dẫn đến 
cuộc biểu tình lớn tại Quảng Châu. Kết quả là đã ngăn cản được chuyện ép buộc thay đổi ngôn ngữ của các nhà chức trách. Thêm vào đó, có những tin tức về việc sinh viên bị phạt do nói thứ tiếng không phải tiếng phổ thông tại trường học. Những việc này càng làm gia tăng thêm vai trò của tiếng Quảng Châu trong văn hoá địa phương, người ta xem ngôn ngữ là đặc trưng nhận dạng người bản địa để phân biệt với những người dân nhập cư phần lớn đến từ những miền nghèo hơn ở Trung Quốc - họ chủ yếu nói tiếng phổ thông.
Do lịch sử ngôn ngữ tại Hồng Kông và Ma Cao cùng với việc sử dụng tiếng Quảng Châu phổ biến trong cộng đồng người Hoa ở nước ngoài, phạm vi sử dụng quốc tế của tiếng Quảng Châu lan rộng tỉ lệ thuận với số người nói. tiếng Quảng Châu là ngôn ngữ nói chiếm ưu thế tại Hồng Kông và Ma Cao. Tại những khu vực này, những bài diễn thuyết, phát biểu chính trị hầu hết đều bằng tiếng Quảng Châu, khiến nó trở thành phương ngữ Trung Quốc duy nhất ngoài tiếng phổ thông được sử dụng cho chức năng chính sự.
Đặc biệt từ sau khi Hồng Kông được Anh trao trả lại cho Trung Quốc, tiếng Quảng Châu càng được sử dụng như một biểu tượng bản địa tại Hồng Kông, càng phổ biến hơn nữa qua chính sách phát triển dân chủ tại Hồng Kông và chính sách thoát ly Trung Quốc nhằm bất đồng hoá với Trung Quốc lục địa và chính quyền của nó.
Tình huống tương tự cũng xảy ra tại Hoa Kỳ, tại đây mâu thuẫn xã hội ngày càng gia tăng trong cộng đồng người Mỹ gốc Hoa do một lượng lớn dân cư nói tiếng phổ thông từ Đài Loan và Trung Quốc tràn vào Hoa Kỳ trong những năm gần đây. Trong khi nhiều di dân từ Đài Loan đã học tiếng Quảng Châu để củng cố quan hệ với cộng đồng người Mỹ gốc Hoa nói tiếng Quảng Châu truyền thống, ngày càng nhiều người dân mới nhập cư gần đây và phần lớn dân nhập cư từ Trung Quốc đại lục vẫn tiếp tục dùng tiếng phổ thông, đôi khi họ dùng nó như thứ ngôn ngữ duy nhất của họ thay vì cố gắng sử dụng tiếng Anh. Điều này đã góp phần tạo nên sự chia rẽ cộng đồng dựa trên sự phân biệt nói những loại tiếng Trung khác nhau. Song song đó là việc ngày càng nhiều người Mỹ gốc Hoa (bao gồm những người Hoa sinh ra tại Mỹ) nói tiếng Quảng Châu bảo vệ nền văn hoá từ xưa đến nay của cộng đồng của họ trước luồng dân di cư nói tiếng phổ thông.
Cũng như tiếng Hoa phổ thông và tiếng Phúc Kiến, tiếng Quảng Châu cũng sở hữu dòng nhạc riêng, thường gọi là Cantopop hay HK-pop. Tại Hồng Kông, nhạc tiếng Quảng Châu giữ vị trí thống trị trong dòng nhạc thịnh hành. Nhiều nghệ sĩ đến từ Bắc Kinh và Đài Loan phải học tiếng Quảng Châu để tạo ra phiên bản ca khúc tiếng Quảng Châu. Nhiều ca sĩ nói tiếng phổ thông bản địa như Vương Phi, Vu Khải Hiền,... và những ca sĩ đến từ Đài Loan phải học tiếng Quảng Châu để biểu diễn tại đây.
Từ buổi đầu sơ khai của nền điện ảnh Trung Quốc, người ta đã làm những bộ phim tiếng Quảng Châu. Bộ phim đầu tiên có tên là "Bạch Kim Long" (白金龍/白金龙) được hãng phim Thiên Nhất của Thượng Hải sản xuất năm 1932. Bất chấp lệnh cấm đối với phim tiếng Quảng Châu do chính quyền Nam Kinh đưa ra vào thập niên 1930, hãng phim tiếng Quảng Châu tiếp tục làm phim tại Hồng Kông - khi đó vẫn đang là thuộc địa của Anh. Từ giữa thập niên 1970 đến thập niên 1990, những bộ phim tiếng Quảng Châu sản xuất tại Hồng Kông đều rất phổ biến trong giới cộng đồng người Hoa ở hải ngoại.

## Chữ viết
Do là ngôn ngữ chính thức tại hai đặc khu hành chính Hồng Kông, Ma Cao và sử dụng nhiều bởi người Hoa hải ngoại, tiếng Quảng Châu sử dụng bộ chữ Hán phồn thể thay vì bộ bộ giản thể như tiếng Trung Quốc phổ thông. Ngoài ra, tiếng Quảng Châu còn có một số từ ngữ không có trong văn viết của tiếng Trung Quốc phổ thông. Một số từ phát âm giống hoặc gần giống nhau, nhưng phần lớn là khác biệt. Cách dùng từ, đặc biệt là trong giao tiếp đôi khi không giống nhau. Ví dụ như từ "không có", tiếng phổ thông là 没有 (méi yǒu), tiếng Quảng Châu là 冇 (mou5). Văn nói tiếng Quảng Châu thường có những câu tận cùng bằng từ 啊 (aa3) nhiều hơn so với tiếng phổ thông.
Do Quảng Châu và Hồng Kông từ thế kỷ 18 là nơi có nhiều người nước ngoài sinh sống, một số từ vựng chịu ảnh hưởng phát âm tiếng Anh.
| Tiếng Quảng Châu | Việt bính        | Tiếng Anh  | Tiếng Hoa phổ thông | Bính âm          | Tiếng Việt |
| 波               | bo1              | Ball       | 球                  | qiú              | Bóng       |
| 士多             | si6 do1          | Store      | 小商店              | xiǎo shāng diàn  | Cửa tiệm   |
| 的士             | dik1 si2         | Taxi       | 出租車              | chū zū chē       | Tắc xi     |
| 巴士             | baa1 si2         | Bus        | 公共汽車            | gōng gòng qì chē | Xe buýt    |
| 迷你             | mai4 nei5        | Mini       | 小                  | xiǎo             | Nhỏ        |
| 摩登             | mo1 dang1        | Modern     | 現代                | xiàn dài         | Hiện đại   |
| 士多啤梨         | si6 do1 be1 lei2 | Strawberry | 草莓                | cǎo méi          | Dâu tây    |
| 啤梨             | be1 lei4         | Pear       | 梨                  | lí               | Lê         |
| 肥佬             | fei4 lou2        | Fat man    | 胖子                | Pàng zi          | Phì lủ     |
| ---------------- | ---------------- | ---------- | ------------------- | ---------------- | ---------- |

Về ngữ pháp, tiếng phổ thông và Quảng Châu có đôi chút khác biệt. Tuy nhiên, nếu một người sử dụng một trong hai thứ tiếng và đọc được cả hai loại chữ giản thể và phồn thể, họ có thể hiểu được văn bản viết bằng văn phong chính luận của thứ tiếng kia (tuy không thể nghe hiểu được), nhưng nếu viết bằng văn phong hội thoại sẽ khó hiểu hơn.

## Latinh hóa
Hệ thống phiên âm Latinh tiếng Quảng Châu dựa trên giọng nói của người dân bản địa và Hồng Kông, hỗ trợ tạo nên khái niệm gọi là tiếng Quảng Đông Chuẩn. Các hệ thống phiên âm chính gồm Barnett–Chao, Meyer–Wempe, phiên âm La tinh tiếng Quảng Đông của chính phủ Trung Quốc, Yale và Việt bính (粵拼/jyutping). Các hệ thống phiên âm này về cơ bản không khác nhau nhiều.
Nhà ngôn ngữ học Hồng Kông Sidney Lau đã sửa đổi hệ thống Yale trong giáo trình tiếng Quảng Đông nổi tiếng của ông và vẫn được sử dụng rộng rãi ngày nay. Hệ thống phiên âm La tinh tiếng Quảng Đông của Ma Cao khá khác biệt so với Hồng Kông, phát âm chịu ảnh hưởng cơ bản từ tiếng Bồ Đào Nha. Tuy nhiên, vài từ ngữ trong hệ thống phiên âm của Ma Cao cũng tương tự như của Hồng Kông (ví dụ 林 là "Lam" và 陳 là "Chan"). Những từ trong hệ thống phiên âm của Hồng Kông dùng "u" thì được thay bằng "o" trong hệ thống phiên âm của Ma Cao (ví dụ 周 là "Chau" và "Chao", 梁 là "Leung" và "Leong"). Trong khi đó, cả hai hệ thống phiên âm này đều khác nhiều với hệ thống bính âm tiếng Quảng Đông của Trung Quốc.

## Giáo trình và bộ gõ chữ
Một giáo trình dạy tiếng Quảng Châu phổ biến hiện nay là Pimsleur Cantonese.
Số người theo học tiếng Quảng hiện nay ít hơn so với tiếng Trung Quốc phổ thông bởi tiếng Trung Quốc phổ thông là ngôn ngữ được sử dụng chính thức và nhiều nhất tại CHND Trung Hoa.
Bộ gõ chữ Hán tiếng Quảng Châu phổ biến hiện nay là Cantonese Phonetic IME rất thuận lợi cho những người mới tiếp xúc với tiếng Quảng Châu.